# Das Leben der Toten
Das Leben der Toten ist ein französisches Filmdrama von Arnaud Desplechin. Der Mittellangfilm wurde 1991 veröffentlicht.

## Handlung
Der 20-jährige Patrick hat sich mit einer Schrotflinte in den Kopf geschossen und ringt im Krankenhaus mit dem Tod. Die Großfamilie versammelt sich im Haus der Familie Mac Gillis – bestehend aus Patricks Tante Dolly, Onkel Edouard, Cousine Pascale sowie den Cousins Yvan und Christian – und wartet ab, wie sich Patricks Zustand entwickelt. Dollys Mutter, Patricks Großmutter, wurde bereits früh Witwe. Die Großmutter hatte sieben Kinder – sechs Töchter und einen Sohn – von denen nur fünf Töchter überlebten. Der Sohn war Patricks Vater, er verstarb früh bei einem Unfall. Patrick wuchs mit seiner alleinerziehenden Mutter Illy und zwei Brüdern auf.
Patricks weitere Tanten haben alle zahlreiche Kinder, die in Patricks Alter sind und sich nun um Pascale, Yvan und Christian versammeln. Jeder hat eine Meinung zu Patricks Handlung, Christian weiß, dass er sich im Vorjahr bereits mit Tabletten das Leben nehmen wollte. Niemand kennt den genauen Grund für Patricks Selbstmordversuch: Depressionen, der Schrei nach Aufmerksamkeit, die Spannungen mit Illy. Mit schwarzem Humor versucht die Enkelgeneration festzulegen, dass nach den Eltern nun bei ihnen der Tod einzieht, der in der Familie bereits gewütet hat. Yvan glaubt, dass er der nächste ist. In der Gruppe wird jedoch auch gelästert – Ziel ist Bobs Verlobte Laurence, die die meisten vorher noch nicht kannten und die sich fehl am Platze fühlt.
Zwischen Leichtigkeit mischt sich immer wieder die Trauer, Christian hat Angst um Patrick. Der soll nach dem Willen der Ärzte am Dienstag operiert werden. Die Familie geht am Sonntag zur Messe, wo für Patrick gebetet wird. Pascale erwacht am nächsten Morgen bereits sehr früh. Über Nacht hat ihre Monatsblutung eingesetzt und ihr Bett und ihre Kleidung sind voller Blut. In der Küche findet sie ihren Vater Edouard vor, das Haus ist still. Edouard hat vor einer halben Stunde erfahren, dass Patrick verstorben ist. Vater und Tochter sitzen in der Küche, die Ruhe vor dem Sturm, und warten, dass der Rest der Familie aufwacht.

## Produktion
Das Leben der Toten war das Regiedebüt von Arnaud Desplechin. Er begann mit der Arbeit am Drehbuch, als er bereits lange Zeit am Drehbuch für sein Langfilmregiedebüt Die Wache gearbeitet hatte. Noch vor Die Wache setzte er Das Leben der Toten um. Die Dreharbeiten begannen im Februar 1990 in Lille und dauerten zehn Tage. Die Kostüme schufen Marie Baudrillonet, Virginie Callot, Bénédicte Platteau und Ghislaine Tortereau, die Filmbauten stammen von Antoine Platteau. Für das Casting und das Skript war Noémie Lvovsky zuständig. Der spätere Manager Marc Oliver Sommer und sein Bruder Fritz Sommer, die beide zu der Zeit in Paris Musik bzw. Film studierten, finanzierten sich das Studium mit dem Schreiben von Filmmusik, unter anderem für Das Leben der Toten.
Der Film wurde im Mai 1991 im Rahmen der Semaine de la critique der Internationalen Filmfestspiele von Cannes gezeigt und lief am 12. Juni 1991 in den französischen Kinos an. ARTE zeigte den Film am 17. März 2006 erstmals im deutschen Fernsehen.

## Auszeichnungen
Das Leben der Toten gewann 1991 den Prix Jean Vigo in der Kategorie Kurzfilm. Auf dem Festival Premiers plans d’Angers gewann der Film 1991 den Prix Procirep und den SADC Grand prix.